# 장톈아이
장톈아이(중국어 간체자: 张天爱, 정체자: 張天愛, 병음: Zhāng Tiān'aì, 한자음: 장천애, 1988년 10월 28일 ~ )는 중국의 배우, 모델이다.

## 출연작

### 드라마
- 2014년 장쑤 위성 텔레비전 행복극장 《말포녀야유춘천》 - 안디 역
- 2014년 텐센트 웹드라마 《괴커피》 - 쑹리예 역
- 2014년 장쑤 위성 텔레비전 행복극장 《이포수》 -  적구 역
- 2015년 LETV 웹드라마 《태자비승직기》 - 장봉봉 역
- 2016년 아이치이 웹드라마 《아적붕우진백로소저》 - 하이탕 역
- 2018년 동방 위성 텔레비전 동방극장 《무동건곤》 - 응환환 역
- 2018년 저장 위성 텔레비전 중국람극장 《애정진화론》 - 아이뤄만 역
- 2019년 후난위성텔레비전 금응독파극장 《악어여아첨조》 - 이난은 역
- 2020년 후난위성텔레비전 금응독파극장 《청평악》 - 진희춘 역
- 2020년 동방 위성 텔레비전 동방극장 《재일기》 - 류소가 역
- 2021년 텐센트 웹드라마 《아적표량붕우》 - 류문정 역
- 2021년 중국중앙텔레비전 제일특약극장 《화평지주》 - 루양 역
- 2021년 텐센트 웹드라마 《설중한도행 : 왕의 길》 - 남궁북야 역